# Villamayor de Gállego
Villamayor de Gállego est une commune d’Espagne, dans la province de Saragosse, communauté autonome d'Aragon, Comarque de Saragosse.
Villamayor de Gállego est devenu indépendant de Saragosse en 2006.